# Rocko
Rocko, de son vrai nom Rodney Ramone Hill, Jr. (né le 28 décembre 1979 à Atlanta en Géorgie), est un rappeur, producteur, et acteur américain. Il signe au label Def Jam en 2006, après être passé chez Island Records, et publie son premier album, Self-Made en mars 2008. Son style de musique, la trap, est typique de la scène sudiste à l'instar d'un T.I. ou d'un Young Jeezy.

## Biographie

### Débuts etSelf Made
Rocko publie plusieurs mixtapes avant d'être signé par L.A. Reid au label Def Jam Records en octobre 2006.
Rocko publie son premier album, Self Made, le 18 mars 2008. L'album atteint la 21e place du Billboard 200, la sixième place des Top RnB/Hip-Hop Albums et la quatrième place des Top Rap Albums. Il contient les singles Umma Do Me, qui atteint la 66e place du Billboard Hot 100. Bien que l'album soit financé par Jermaine Dupri, il a produit lui-même la plupart des titres avec l'aide de Drumma Boy ainsi que de Cool and Dre et The Runners sur certains morceaux. Lloyd et Monica sont les seules collaborations.
En janvier 2009, Rocko est jugé à 48 heures de détention pour une altercation avec une femme en 2007.

### Seeing is Believing(depuis 2010)
Son deuxième album One of One est prévu sur le label Def Jam. Cependant, il se sépare de Def Jam, et l'album n'est pas publié. Il forme alors son propre label, A-1 Recordings. le 1er mars 2010, il publie la mixtape Wild Life, et la réédite en album,.
Le 9 février 2011, Rocko publie sa mixtape Rocko Dinero,. Le 24 novembre 2011, il publie la mixtape Gift of Gab, qui contient le single Squares Out Your Circle aux côtés de Future,.
Le 25 octobre 2012, Rocko publie la mixtape Wordplay,. Le 26 janvier 2013, Rocko réfléchit à une éventuelle possibilité de se joindre au label Epic de son vieux partenaire L.A. Reid. Le 16 février 2013, il publie Gift of Gab 2, la mixtape connue pour contenir le single polémique U.O.E.N.O. en featuring avec Future et Rick Ross,,. La chanson débute 44e des Hot RnB/Hip-Hop Songs et 38e du Hot 100. Toujours le 16 février 2013, Rocko signe un contrat de distribution avec E1 Music pour son label A1. Le 25 mars 2013, Rocko annonce la possibilité d'un album collaboratif avec Future. Pour la promotion de Seeing is Believing, Rocko publie les mixtapes Wordplay 2 et #IGNANT,.
Le 7 février 2014, Rocko publie la mixtape Lingo 4 Dummys. Le 29 mai 2014, Rocko publie un EP (EP) intitulé Poet à la mémoire de Maya Angelou. L'EP, qui fait participer Nas, est originellement publié en ligne gratuitement, mais plus tard mis en ligne sur iTunes par A-1 Recordings,. Le 15 octobre 2014, Rocko publie sa mixtape IGNANT,,. Le 27 novembre 2014, Rocko publie sa mixtape FOOD,,. Le 20 février 2015, Rocko publie sa mixtape Expect The Unexpected,,. Le 2 juillet 2015, Rocko publie sa mixtape Real Spill,,.

## Vie personnelle
Il s'est fiancé en 2005 avec la chanteuse Monica avec qui il était en couple depuis 2000. Ils se sont séparés courant 2010 et ont deux enfants ensemble (Rodney Ramone Hill III et Romelo Montez Hill).

## Discographie

### Albums studio
- 2008 : Self Made
- 2010 : Wildlife

### Mixtapes
- 2007 : Swag Season (Hosted by DJ Scream)
- 2010 : Wild Life (Hosted by DJ Scream)
- 2010 : Rocko Dinero (Hosted by The Empire)
- 2011 : Gift of Gab (Hosted by DJ Scream)
- 2012 : Wordplay (Hosted by DJ Plugg)
- 2013 : Seeing is Believing (Hosted by DJ Drama)
- 2013 : #IGNANT (Presented by A1 Records)